# Bá Vương biệt cơ (Kinh kịch)
Bá Vương Biệt Cơ là một vở kinh kịch dựa trên câu chuyện tình giữa Tây Sở Bá Vương Hạng Vũ và người vợ yêu của ông là nàng Ngu Cơ thời Hán Sở Tranh Hùng.

## Hoàn cảnh sáng tác
Vở kịch do nghệ sĩ Mai Lan Phương sáng tác và được công diễn lầu đầu vào năm 1918 ở Bắc Kinh. Lúc đầu vở kịch mang tên Hán Sở Chiến, là một trong bộ kịch 4 phần, gồm Thiên Kim Ký, Sử Ký và Hạng Vũ Ký. Năm 1922, nội dung vở kịch được chỉnh sửa và đổi tên thành Bá Vương biệt cơ.

## Nội dung
Hạng Vũ cùng Lưu Bang tranh thiên hạ sau khi nhà Tần sụp đổ. Ngu Cơ là vợ của Hạng Vũ, thường cùng Hạng Vương ra trận. Vở kịch mở màn khi quân Sở bị quân Hán vây ngặt ở Cai Hạ. Hàn Tín là tướng của Lưu Bang biết quân Sở chinh chiến lâu ngày, lòng nhớ cố hương bèn cho quân Hán hát những bài ca nước Sở. Quân Sở nghe xong không còn tinh thần chiến đấu, bỏ trốn rất nhiều. Biết tình thế nguy ngập, Hạng Vũ kêu thả con ngựa quý của mình để cho nó được sống. Ngựa không chịu đi. Hạng vương lại gọi người vợ yêu quý của mình là nàng Ngu Cơ đến trướng. Hạng vương đau đớn cảm khái làm thơ:
Lực bạt sơn hề, khí cái thế,
Thời bất lợi hề, Truy bất thệ
Truy bất thệ hề khả nại hà,
Ngu hề, Ngu hề nại nhược hà.
Dịch:
Sức dời núi, khí trùm trời,
Ô Truy chùn bước bởi thời không may!
Ngựa sao chùn bước thế này?
Ngu Cơ, biết tính sao đây hỡi nàng?
Hạng vương ca mấy lần. Ngu Cơ múa kiếm, hoà theo:
Hán binh dĩ lược địa,
Tứ diện Sở ca thanh.
Trượng phu ý khí tận,
Tiện thiếp hà liêu sinh.
Dịch:
Quân Hán lấy hết đất,
Khúc Sở vang bốn bề.
Trượng phu chí lớn cạn,
Tiện thiếp sống làm chi.
Rồi nàng xin được chết cùng Hạng Vũ. Hạng Vũ hết lực ngăn cản. Lựa lúc tướng sĩ không để ý, nàng lấy gươm của Hạng Vũ cắt cổ tự vẫn. Hạng vương khóc rơi nước mắt. Đến mờ sáng cùng 800 kỵ binh liều chết phá vòng vây, chạy đến sông Ô Giang thì cùng đường, bèn tự vẫn.